# 若林美保
若林 美保（わかばやし みほ、1979年5月10日 - （9月15日生まれ（生年非公表）とも（後述）））は、日本のストリッパー、AV女優、舞台女優。
東京都出身（兵庫県生まれ・山梨県出身とも）、ロック座所属。

## 略歴
名門大学である東北大学工学部を卒業し、仙台市内の研究室に就職した。しかし、交際していた彼氏が東京へ引っ越すことになったため、仕事を辞めて彼氏と共に上京した。
東京でSM専門誌のモデルとなり、さらに1999年11月1日、大阪東洋ショーにてストリップにデビュー。
東北大学在学中に、所属していた劇団の活動費用を賄うためキャバクラでアルバイトをしたことがある。
また、ストリップデビュー後にちょんの間やヘルス、イメクラなどの風俗で働いたことがある。ちょんの間では1日に20人もの客を相手にしたこともあり、最高で1日20万円、月収240万円になった。
八木澤高明から受けたインタビューが、その著書『娼婦たちから見た日本』に掲載された。
実妹役として売り出されていた若林はるなも元ストリッパー（2005年12月31日引退）であり、チームショーも経験した。牧瀬茜との季節限定のチームショー・チームMAWMAWも、多数の遠征客を動員させている。
AVには、2000年代初頭から「小室優奈」名義でロリータ系やSM・陵辱系の作品を中心に出演。2006年から若林美保名義でも人妻や熟女系の作品にも出演を始める。
ストリッパー、AV以外にも、緊縛モデルなど多岐にわたるアダルトな仕事を経験している。『FLASH』2014年10月28日号によると、最近は月収50万～100万円程度である。

## 人物
- 趣味はビール。
- 2014年11月2日、自身のTwitterアカウント等で、実際の誕生日が9月15日であることを明らかにした[14][15]。また、自身の公式サイト「仏ぼくろちゃまのお部屋」中のプロフィールのページ「仏紹介」（2014年10月31日更新）でも、誕生日を9月15日とし（生年非公表）、あわせて所属をフリー（ストリップ劇場では浅草ロック座）、スリーサイズを88 - 60 - 88 cm、ブラのサイズをE70、趣味を飲（呑）食＆観劇としている[9][リンク切れ]。

## 作品

### アダルトビデオ

#### 小室優奈名義
2001年
- 女子大生女獣飼育 監禁女獣（6月19日(VHS) / 2004年6月28日(DVD)、アートビデオ）他出演：深田あや
- 緊縛野外露出　私は羞恥心の強い女（8月24日、シネマジック）
- 淫ら糸引令嬢 絶頂M尻倶楽部（11月26日、アートビデオ）他出演：中河原椿
- コスプレすぺしゃる セー○ー戦士編2（12月1日、シャトルジャパン）他出演：松永美歩、朝香えみ、相川ひとみ

2003年
- TAXIガール（2月1日、MOODYZ）他出演：嶋田奈津美 名波由佳 白雪林檎
- 愛虐縄絵巻【六】（4月18日、シネマジック）他出演：倉木杏、久里まや、松本浬香
- 白衣の生贄（5月23日、シネマジック）他出演：清水かおり

2004年
- 堕・ヒロイン〜凌辱と快感の狭間で〜（1月1日、シャトルジャパン）共演：鈴鹿琴美
- 魅せられた痴女図鑑 エネマの快楽 9（5月15日、アートビデオ）他出演：山吹けいと、瀬戸内明日香、内田のぞみ、椎名ひかる
- 月刊マゾヒスト 調教編（10月29日、笠倉出版社）他多数出演
- 極上4時間緊縛（11月19日、イエローボックス）他多数出演
- 蛇縛の拷問折檻3 -呪われた三姉妹-（12月8日、アタッカーズ）共演：藍山みなみ、美月桜

2005年
- 縄 排泄コレクション おんなだし汁痴獄（1月21日、シネマジック） 他出演：秋葉茶倉、本城彩、葵のあ、白石まりあ
- 蛇縛の拷問折檻DX2（10月7日、アタッカーズ）他出演：藍山みなみ、美月桜、宮地奈々、日高ゆりあ、岩下さとみ

2006年
- 宅配人妻 エロ妻淫乱デリバリー（11月24日、コンマビジョン）共演：白桃桜

2007年
- 野外痴漢プレイ 狙われた女たち（3月23日、コンマビジョン）他出演：神谷かおる ※「オナニー看護婦」などを収録

2008年
- 巨乳病棟 輪姦される淫乱ナース（2月25日、コンマビジョン）共演：友田真希

2009年
- アルゴラグニア官能 11（2月21日）他出演：内田ノゾミ、椎名ヒカル、相沢一愛  ※総集編

2011年
- 妄想婦人（9月13日、妄想族）共演：平瀬マリ、飯塚マナ

#### 若林美保名義
2006年
- 現役ストリッパー降臨！全観客、種汁総爆射！『ストリッパー物語』（7月21日、ケイズワークス）

2007年
- THE 内診台DX 1 羞恥と陵辱のマゾ外来（6月15日、映天）他出演：春うらら、黒田ユリ
- 芸者のみだれ髪（8月25日、ホットエンターテイメント）他5名出演
- 女医の中絶事件。（10月20日、大洋図書）

2008年
- VIXEN -女狐- Vol.001（3月1日、ANIMALIJO）
- 教師と母親会の変態バスツアー（4月25日、ビッグモーカル）他3名出演
- ヒロイン残酷物語 V（4月25日、GIGA）
- 新・おもらし物語 9（5月23日、GIGA）
- レズビアンハーレム 英会話教室で密開する淫靡な課外授業（8月9日、ルビー）共演：倖田李梨、夏海エリカ
- 裏出張人妻調教（11月1日、溜池ゴロー）
- 妊娠目的スワップ（11月25日、ながえスタイル）共演：上原優、若槻朱音、小久保真樹
- ザ・オナニズム（12月5日、INAZUMA）

2009年
- 素人美乳妻 一日限りの中出し不倫旅行 2（1月16日、Nadeshiko）
- 超微細ハイビジョン!中出しに悶える三人の美熟女 3（1月16日、Nadeshiko）他出演：夏海エリカ、倖田李梨
- 近親相姦 VOL.17（3月19日、グローリークエスト）他出演：星優乃
- 長身ポリス美保の痴女ペニス狩り（6月10日、へりぼビデオ）
- 新 蛇縛の拷問折檻（8月7日、アタッカーズ）他出演：君嶋かりん、早見カオル
- 本格レズ 訪問エステに溺れる団地妻たち（8月14日、東京音光）共演：桜田さくら
- となりの若奥さんの童貞狩り 3（9月11日、東京音光）他出演：美月
- 肉欲レズビアン 女だらけの卑猥天国（9月25日、ながえスタイル）共演：大隅恵令奈、水木恵理
- 人間崩壊シリーズ04 ゲロスカ痴女（10月2日、ラッシュ）
- 密室レイプ/顔見知り犯行（10月25日、ながえスタイル）他出演：川村沙織、坂田美影、杉本蘭
- 三十路緊縛愛奴 伍（10月28日、ドリームステージ）
- 熟女の性癖（10月28日、小林興業）
- 人妻の蜜と密 3 …それは知られてはいない秘密。（11月19日、AROUND）他出演：伊沢涼子

2010年
- 人妻温泉 癒し系 28（1月28日、クリスタル映像）他出演：桜みちる、浅倉彩音、立花みずき、松本貴子
- もしも…私の御姉様が緊縛名人だったら?（2月1日、AVS）他出演：辰神麗子
- 熟女狩り 13（2月19日、クリスタル映像）他4名出演
- ENAMEL BONDAGE（2月19日、妄想族）
- 女捕虜を自白させる方法（3月1日、AVS）他5名出演
- 人妻性交クリニック（3月19日、Nadeshiko）他出演：伊沢涼子
- 卑猥なマドンナ（3月27日、HMJM）
- Fetishist 01（3月29日、メディア総販ソレイル）
- 私は痴女 人妻編 奥さん!コカンが燃えてます（4月9日、クリスタル映像）他5名出演
- 本気レズ ストーリー 3（5月21日、LADIES ROOM）他5名出演
- KUDOKIX COMPLETE BOX Vol.3（5月30日、実録出版）他出演：伊藤あずさ、七瀬かすみ
- 二階堂家のおしおき物語（6月25日、三和出版）共演：椎名りく、宮咲志帆、川上ゆう
- クロロホルムだらけ（7月2日、隷嬢寫眞館） 共演者多数
- 30年後の再会 想い出痴女セックス（7月25日、ながえスタイル）共演：坂本麻弥、明石翼
- 人妻熟女（秘）劇場 〜淫らな秘め事…〜（8月6日、竹書房）共演：新尾きり子、横山みれい
- ジ・オナニスト 指先がふやけて 2（8月20日、INAZUMA）他出演：七瀬かすみ
- 本当にあった投稿実話 部下の前で女上司がまわされた（8月25日、ながえスタイル）他出演：川瀬さやか、艶堂しほり
- 激烈な寸止め! 総合シゴキ121分 寸止め85回 号泣120デシベル（10月1日、ラッシュ）他4名出演
- 痴漢（秘）劇場 悶える柔乳、乱れる美尻…（10月8日、竹書房）共演：澪、上原優
- ネオパンストフェティッシュVer.17 サワサワ愛撫に弱い美保さんは、ついセックスをしてしまうノーパンパンスト出張ストリッパー（11月13日、AVS）
- 背後からの羽交い絞め手コキ（12月19日、妄想族）他出演：直嶋あい、水瀬いつき、愛あいり

2011年
- 貞操帯で射精管理され溜まりまくったM男クンのチ●ポ責め（2月10日、未来フューチャー）他3名出演
- 母と息子の交尾 内緒の東京旅行（2月25日、Nadeshiko）共演：美山蘭子、真矢志穂
- ストリップ劇場 3 潜入ルポ!!美人ダンサーの過激本番ナマ板ショー（3月10日、KTファクトリー）他出演：桜庭彩
- 淫熟マンション 201、203号室の女達 若妻レズビアン（3月13日、アロマ企画）共演：瀬名えみり
- Bondage Life Japan 緊縛生活 第1号（4月1日、隷嬢寫眞館）他3名出演
- ペニバン美人教師 5 〜アナル童貞男子生徒の教育指導〜（5月5日、未来・フューチャー）他出演：早見るり、月島あいか、綾波美穂
- 美熟女レズSM逆さ吊りムチ蝋燭責め300連発!（6月1日、ヴィ）共演：中森玲子
- 若いそり立つチ●ポを我慢できない美熟女たち 2（6月5日、ジャネス）他出演：黒田麻世、東山芳香、川口凛子
- 魅せられた痴女図鑑 エネマの快楽 17（6月17日、アヴァ）他出演：米山マリ、日高ゆりあ、北谷静香、新村まり子、赤木カリン
- 痴妻 人妻さんにいやらしいこと、一杯してみました（6月25日、ゲインコーポレーション）
- 貧乏母娘と変態三兄弟 変態飼育 ―母娘編―4（8月1日、中嶋興業）共演：つるのゆう
- 美熟女視姦!絶対にカメラ目線をはずしてはいけないSEX 美熟女編 2（8月24日、ルビー）他出演：川上ゆう、藤咲沙耶、白河雪乃
- みだら泣き愛奴図鑑 女芯悦獄 32（9月16日、アートビデオ）他3名出演
- 人間崩壊シリーズ16 ゲロスカ痴女 トイレの女神様（9月16日、ラッシュ）
- 人間崩壊シリーズ17 ゲロスカ痴女 M男強制食糞の宴（10月7日、ラッシュ）共演:上原優、ミムラ佳奈、北浦みづほ、真鍋アズサ、新垣さくら
- もっと!すりすりスリップ（12月25日、JAMS）共演:倖田李梨、ミュウ、琥珀うた、瀬戸りょう

2012年
- 女装レズセレブ〜セレブたちのレズパーティーでメイドになった僕〜（3月31日、JAMS）共演:倖田李梨、上原優
- 見つめられながらの上品な卑猥語（5月1日、Fetish Box/妄想族）
- 月刊ジャネス 長身美女に責められたいDX（6月5日、ジャネス）共演:星優乃、星崎アンリ、藤沢未央、甲斐ミハル、鷹宮りょう、水野美香、櫻井ゆうこ、愛あいり、雨宮琴音、吉岡奈々子
- 連射PANIC!!! 終わらない男汁搾取（6月5日、ジャネス）共演:杏樹、相島奈央、泉麻那
- 後家と隣人 7（6月29日、大洋図書）
- ソレを叫ぶ 高校国語女教師/泌尿器肛門内科女医/中学校3年A組担任 お○んこいい!（8月13日、FAプロ・プラチナ）共演:浅倉彩音、杉本蘭
- 巨乳淫乱妻! 淫乱3P中出し情事（9月13日、CREAM PIE）
- ショッキング・アングル ヘンリー塚本 夫婦交換（やる）（11月13日、FAプロ・プラチナ）
- 見つめられながらの上品な卑猥語 DX（12月19日、Fetish Box/妄想族）共演:白河雪乃、桐岡さつき、星野ひとみ、東尾真子

2013年
- アタッカーズ十五周年記念作品 蛇鬼（1月7日、アタッカーズ）
- サイコレズ・ホスピタル 洗脳☆アナルフィスト（1月19日、ドグマ）共演:芹沢けい、美咲結衣、優木あおい
- こんな淫乱オフィスで働きたい! ドスケベ上司の肉体手当（2月5日、ジャネス）共演:有村千佳、中居ちはる、あずみ恋
- 妄想セレブマダムの淫語 5（2月15日、ジャネス）
- キャット番狂わせッ!ぴんくらばぁ大忘年会2012 魅せたい5つのキャットファイト （下巻）（5月15日、Cat Panic Entertainment）共演: 森崎愛、ディジーマイン、桃杏める、ミス・モンゴル、舞真夜、いくさばらとれは、平沢まき
- THE 口撃 淫語フェラチオ（6月25日、ジャネス）共演:泉麻那、艶堂しほり、川上ゆう、波多野結衣、あずみ恋、深田梨菜
- 癒しの淫語手コキ抜き（8月5日、ジャネス）共演:桐原あずさ、泉麻那、桐岡さつき、波多野結衣、横山みれい、北川みなみ、藤咲セイラ
- どきッ!女だらけのキャットファイト祭2013 お下品熱帯夜!いつやるか?今でしょ!（上巻）（12月15日、Cat Panic Entertainment）共演:三代目葵マリー、金城愛菜、内山沙千佳
- 美しい熟女の官能淫語オナニー（12月25日、ジャネス）共演:白河雪乃、桐岡さつき、星野ひとみ、川上ゆう、水沢真樹、艶堂しほり、横山みれい

2014年
- 完熟 〜舞台女優は指先までエロスを醸し出す（1月13日、E-BODY）

## 出演

### テレビ
- 背徳の好奇心（MONDO21）
- わたしが子どもだったころ/音楽家 菊地成孔編 （2009年10月、NHK BShi・11月、NHK総合）

### 舞台
- G&Gアクターズファクトリープロデュース公演 vol.3「夏草〜夜明けを待ちながら〜」（2011年10月26日 - 30日、赤坂レッドシアター）
- ユーキース・エンタテインメントプロデュース公演Vol.6「独り芝居・芸人列伝 贋作 太地喜和子／圓朝／一条さゆり」（2012年6月19日 - 24日、秋葉原ズーズ―C劇場））- 一条さゆり 役
- G&Gアクターズファクトリープロデュース公演 vol.4「雨に咲く花2012〜忘れ去られる物たち〜」（2012年9月1日 - 9日、荻窪かいホール）
- Pink Punk Pamper（2013年3月27日-3月3日、中野MOMO）[16]
- だらく舘公演「独り芝居・芸人列伝『贋作・一条さゆり』」（2013年4月・8月、新宿シアターPOO） - 一条さゆり 役
- 劇団SANsukai第18回本公演「trans.trance.hypnosis!」（2013年5月15日 - 5月19日、池袋シアターグリーン）
- パンドラの匣第2回公演「誰かが誰かを愛してる」（2013年7月24日 - 29日、銀座みゆき館劇場）
- VIVID COLOR vol.7「【poe-M】～ポエム～」（2013年9月6日 - 10日、TACCS1179）
- KAZAWA☆第一回公演「ヒモのはなし」（2013年9月23日 - 28日、浅草リトルシアター）
- 非シス人-Narcissist-vol.18「青ひげ公の城」（2013年9月29日 - 10月3日、サンモールスタジオ）
- アラ雑会「モンシロチョウの翔んだ窓」（2013年10月14日、パフォーミングギャラリー＆カフェ「絵空箱」）
- 夜風美「bluesな夜に、濡れて酔う」（2013年12月22日、阿佐ヶ谷Soul玉Tokyo）
- KAZAWA☆第二回公演「ヒモのはなし」（2014年1月17・19日、新宿シアターPOO）
- KAZAWA☆第三回公演「ぱぴよん」（2014年4月23日 - 29日、浅草リトルシアター）
- 大雑会vol.9,0公演「それでも僕は、やってみる。」（2014年7月19日、Space&cafeポレポレ坐）
- だらく舘第五回公演「独り芝居・芸人列伝 第四伝『贋作・一条さゆり』」（2014年8月21日 - 23日、浅草リトルシアター）
- 非シス人-Narcissist-vol.21「熱海の果てに　つかこうへいに愛を込めて」（2014年11月19日 - 24日、サンモールスタジオ）
- パンドラの匣第4回公演「名醫先生-THE GOOD DOCTOR-」（2014年12月2日 - 7日、中野ポケットスクエア 劇場HOPE）
- KAZAWA☆第四回公演「ヒモのはなし」（2015年1月8日 - 11日、浅草リトルシアター）
- 非シス人-Narcissist-vol.22 サンモールスタジオ最優秀団体賞受賞作品記念公演「青ひげ公の城　～九條今日子へ愛を込めて～」（2015年2月5日 - 9日、サンモールスタジオ）
- 四宮由佳プロデュース公演vol.3「春雨の降る夜に」（2015年3月9日 - 15日、浅草三日月座）
- KAZAWA☆第五回公演「ぱぴよん」（2015年4月2日 - 8日、浅草リトルシアター）
- PLAN P×グループ虎プロデュース公演「夜を急ぐ者よ」（2015年5月12日 - 17日、六本木俳優座劇場）
- 惑星☆クリプトンVol.1「紫陽花の下に死体は眠る」（2015年7月22日 - 26日、シアターグリーンBOXinBOX）
- アフリカ座企画公演 OFF VIVIDCOLOR「小さなお姉さん」（2015年8月5日 - 10日、TACCS1179）
- アフリカ座第17回公演『あさぎもん』 （2020年2月28日 - 3月10日、シアターグリーン BIG TREE THEATER）お梅 役
- 大人の麦茶 30.5杯目公演『すいません、どうかしてました。』（2024年1月12日 - 17日、新宿シアタートップス）[17]
- 新宿梁山泊 第78回公演『ジャガーの眼』（2024年10月14日 - 23日、赤坂サカス広場特設紫テント）[18]
- 新宿梁山泊 第79回公演 唐十郎初期作品連続上演『愛の乞食』『アリババ』（2025年5月1日 - 25日、花園神社境内特設紫テント）[19]

### オリジナルビデオ・フェチビデオ
- 君はゾンビに恋してる（2011年） 監督 : 友松直之
- 熟女のビフォーアフター 整形美容妻（2012年1月31日、コンマビジョン）共演:水樹葉子、里見瑤子
- 本当はエロい日本の裏伝奇 泡姫陰陽師（7月4日、クロックワークス） - 東電子 役 監督 : 友松直之
- 炸裂 本音TALK 熟!!女子会!!（2013年7月26日、メディア総販ソレイル）共演:倖田李梨、結希玲衣、酒井あずさ、神田朋実、真咲南朋、ミュウ
- レイプゾンビ LUST OF THE DEAD（2012年） 監督 : 友松直之
- レイプゾンビ LUST OF THE DEAD 2&3アキバ帝国の逆襲（2013年） 監督 : 友松直之
- レイプゾンビLUST OF THE DEAD 4&5新たなる絶望（2014年） 監督 : 友松直之
- 未来世紀アマゾネス（2017年）　監督：友松直之

### 映画
- 若義母 むしゃぶり喰う（2009年11月13日公開） 監督：竹洞哲也、出演：AYA（福永あや）、かすみ果穂、若林美保
- 絶対痴女 奥出し調教（2010年）監督 : 友松直之
- 囚われの淫獣（2011年）監督 : 友松直之
- 尼寺 姦淫姉妹（2013年）監督 : 友松直之
- 赤い蝋燭（2013年）監督 : ダーティ工藤
- ダーティ帝国　第2部（2013年）監督 : ダーティ工藤
- BAD SAMURAI FOREVER（2013年）監督：大野大輔
- 愉悦（2013年）監督 : ダーティ工藤
- ヌイグルマーZ(2014年) 監督 : 井口昇
- 最近、蝶々は…(2014年) 監督 : 友松直之
- 緊縛絵師の甘美なる宴(2014年) 監督 : 友松直之
- 虎影（2015年6月20日公開）監督 : 西村喜廣
- 恋愛死体（ラブゾンビ）ROMANCE OF THE DEAD(2015年) 監督 : 友松直之
- 鼻目玉幸太郎の恋！（2015年）監督 : 田代尚也
- 仁光の受難(2017年9月23日公開、庭月野議啓監督）
- 青春夜話　Amazing Place（2017年12月2日公開、切通理作監督）
- 恋の墓（2020年9月25日公開）監督: 鳴瀬聖人
- アイドルスナイパー THE MOVIE（2020年10月3日、K-Network Family） - 矢島由紀 役[20]

### Vシネマ
- カテキョのセンセ。（2017年10月、スターボード） - 「朱美」役